# 36 Armia Ogólnowojskowa (ZSRR)
36 Armia (ros. 36-я армия) – związek operacyjny Armii Radzieckiej z okresu zimnej wojny.

## Struktura organizacyjna
W 1989
w Zabajkalskim Okręgu Wojskowym
- 11 Dywizja Zmechanizowana
- 38 Dywizja Zmechanizowana
- 122 Dywizja Zmechanizowana
- 200 Brygada Artylerii
- 240 Brygada Rakiet Przeciwlotniczych
- 47 Brygada Zaopatrzenia
- 45 Brygada Samochodowa
- 965 pułk artylerii rakietowej
- 175 pułk łączności
- 203 pułk radiotechniczny
- 112 pułk śmigłowców bojowych